# Sexy Sushi
Sexy Sushi ist ein dem Genre Electroclash zuzuordnendes musikalisches Duo aus Nantes in Frankreich, das aus Rebeka Warrior (Julia Lanoë, * 1978) und Mitch Silver (David Grellier, * 1979) besteht.

## Stil
Sexy Sushi kombinieren in vielen Titeln monotone Lo-Fi-Beats mit dem grellen Gesang/Geschrei der Sängerin Rebeka Warrior; die Texte behandeln oft auf ironische Weise gesellschaftskritische Themen wie Politik/Nationalismus (u. a. À Bien Regarder; Rachida, J’Aime Mon Pays), (Homo-)Sexualität (u. a. Sex Appeal, Petit PD, Marin) oder Drogen- und Alkoholkonsum (Princesse Voiture, Fautkjaretdeboire), oft unter Einsatz von bis ins Lächerliche überzeichneten Gewalt- oder Sexfantasien.
Julia Lanoë ist auch ein Mitglied des weiblichen Duos Mansfield.TYA, während David Grellier noch die Projekte Valerie Collective und College am Laufen hat. College hat durch den Track Real Hero (mit Electric Youth), der im Soundtrack zu dem Film Drive verwendet wurde, ebenfalls an Popularität gewonnen.

## Diskografie

### Alben
- 2006: Ça M’aurait Fait Chier D’exploser
- 2008: Marre Marre Marre
- 2009: Tu L’as Bien Mérité!
- 2010: Cyril
- 2013: Vous N’allez Pas Repartir Les Mains Vides?

### EPs
- 2005: Caca (Promo-CD)
- 2005: Défonce Ton Ampli
- 2009: Des Jambes (Vinyl)
- 2010: Chateau France (Vinyl)

### Kompilationen
- 2011: Flammes (Vinyl)